# Claude Debussy
Achille Claude Debussy (tiếng Pháp: [aʃil klod dəbysi]; 22 tháng 8 năm 1862 –25 tháng 3 năm 1918) là một nhà soạn nhạc người Pháp nổi tiếng. Cùng với Maurice Ravel, ông được coi như nhà sáng tác nổi bật nhất trong trường phái âm nhạc ấn tượng (mặc dù bản thân ông không thích thuật ngữ này được dùng để miêu tả những sáng tác của mình)  Ông là tên tuổi lớn trong nền âm nhạc châu Âu vào cuối thế kỷ 19 đầu thế kỷ 20. Ông đã để lại nhiều tác phẩm kinh điển cho âm nhạc Pháp thời kỳ này, chủ yếu là các bản giao hưởng, nhạc thính phòng và các bản solo piano.

## Tiểu sử
Gia đình Debussy có gốc lâu đời, là nhánh của dòng họ Burgundy, đã là nông dân từ những năm 1600. 
Thời thơ ấu của nhạc sĩ Claude Debussy ít được biết đến. Khi Claude sinh ra thì gia đình đang sở hữu một cửa hàng đồ sứ nhỏ và cậu được người cô Clémentine dạy dỗ. Người cô này có mối quan hệ với nhà sưu tập nghệ thuật Achille-Antoine Arosa, và ông trở thành cha đỡ đầu của Claude.

## Hoạt động âm nhạc
Lần đầu tiên Claude đến với âm nhạc là từ chuyến đi Riviera, ở đó cậu được học piano từ Giovanni Cerutti, một giáo viên người Ý. Được trao học bổng nhà nước, cậu vào học ở nhạc viện Paris, ở đây, thầy giáo piano Marmontel đã nhanh chóng nhận ra tài năng âm nhạc đặc biệt của cậu. Cậu còn học hòa âm với Emile Durand và học sơ qua về organ với César Franck. Để kiếm thêm, Claude còn đi gia sư piano và đệm đàn cho những người nghiệp dư giàu có. Quá trình làm việc trong các gia đình giàu có đã thường xuyên đưa cậu đi xa, các chuyến đi Italy và Nga đã có một ảnh hưởng đặc biệt sâu sắc đến trí tuệ và cảm xúc của cậu. Công việc là nghệ sĩ piano cho đại gia đình Marguérite Wilson–Perlouze đã đem lại cho cậu cơ hội được ở một thời gian trong một trường văn hóa nghệ thuật rất thú vị, đó là lâu đài đẹp đẽ ở Chenonceaux, cậu đã ở cùng với nhiều nghệ sĩ khác, trong đó có cả nhà văn George Sand.
Năm 1880, ở tuổi 18, Debussy bắt đầu làm việc cho Nadia von Meck, người bảo trợ nổi tiếng của Tchaikovsky, và đã cùng với bà đi vòng quanh châu Âu (ở Vienna, cậu còn được xem cả vở Tristan và Isolde của Wagner). Quá sốt ruột với những hòa âm truyền thống đang học ở nhạc viện, cậu đã bắt đầu mày mò đưa các chủ đề của De Musset vào âm nhạc và viết nên bản Trio Piano Son trưởng, đây là tác phẩm mới được tìm lại.
Debussy cũng dành ba mùa hè (1880 - 1882) để làm việc cho Nadia von Meck, chơi piano cho gia đình và dạy nhạc cho nhiều đứa con của bà, chúng nhớ đến Debussy "như một người Pháp tế nhị nhưng vui vẻ, người không bao giờ ở yên một chỗ và luôn mang lại một sức sống cần thiết cho bầu không khí ngột ngạt của gia đình". Tuy nhiên, chính một chuyến đi Nga đã quyết định đến sự phát triển tài năng nghệ thuật của Debussy, bởi vì anh đã khám phá ra âm nhạc của Mussorgsky, người đã vừa qua đời trong bệnh viện quân y ở St. Petersburg. Những cấu trúc bất hình dạng tuyệt vời và những hình ảnh chất phác một cách tự nhiên của Mussorgsky đã gây nên một ảnh hưởng sâu sắc đến sự nghiệp là một nhà soạn nhạc của Debussy. Anh cũng có rất nhiều ấn tượng khi được nghe âm nhạc dân gian và gypsy ở đây. Cuộc đời nghệ thuật thực sự của Debussy ở Paris bắt đầu vào cuối năm 1881 khi anh gặp gỡ gia đình kiến trúc sư Vasnier, một trí thức cực kỳ rộng rãi phóng khoáng, có người vợ là một ca sĩ xinh đẹp, người đã lần đầu tiên hát nhiều bài hát đầu tay của Debussy.
Lập trường âm nhạc và nhận thức của Debussy mang màu sắc của hai khuynh hướng nghệ thuật chủ đạo trong thời đại của ông, chủ nghĩa Tượng trưng trong văn học và chủ nghĩa Ấn tượng trọng hội họa, những chủ nghĩa này đã từ bỏ tất cả các hình thức chính thống, tính hàn lâm học thuật hoặc chỉ đơn thuần là tính thụ động. Và cũng không ngạc nhiên gì khi khi những chủ nghĩa đó phải chịu những phản ứng coi thường của giới nghệ thuật được coi là chính thống thời bấy giờ. Từ năm 1885 đến 1887, Debussy sống tại biệt thự Medici ở Roma sau khi được trao Giải thưởng Roma với bản cantata L’enfant prodigue (Đứa trẻ lang bạt, 1884). Debussy ngày càng trở nên nổi bật với sự cách tân nghệ thuật trong thời đại của ông. Ở Roma, ông đã sáng tác hai tác phẩm cho dàn nhạc, Zuleima và Le printemps (Mùa xuân) lấy cảm hứng từ bức họa nổi tiếng của Botticelli, cả hai tác phẩm này đều bị hội đồng thẩm định Viện hàn lâm phê bình gay gắt vì chủ nghĩa phản quy tắc (anti-conformism) của chúng. Điều này đã đẩy sáng tác thứ ba của ông vào một sự ép buộc đối với một người được nhận Giải thưởng Roma, La demoiselle élue (Thánh nữ, 1886 - 1887), dựa trên phần lời của Dante Gabriel Rossetti.
Debussy trở nên gần gũi với âm nhạc của Wagner trong sáu năm, từ 1887 đến 1893, và mặc dù, trước công chúng ông tỏ ra không đồng tình với Wagner, nhưng nhiều nhà phê bình đã nhận thấy rằng đây chỉ là một điệu bộ để che giấu sự ngưỡng mộ và kính nể của ông đối với âm nhạc của nhà soạn nhạc người Đức này. Tuy Debussy đã từng coi Wagner là "một lão già chuyên đầu độc tinh thần", nhưng sự ảnh hưởng của Wagner đến âm nhạc của ông là rất rõ ràng trong các tác phẩm La demoiselle (Thiếu nữ), Pelléas et Mélisande và Sự hy sinh của St Sebastian.
Trở về Paris năm 1888, Debussy đã cắt đứt mối quan hệ lâu dài với Gaby Dupont để cưới Lily Texier, và tiếp tục giao thiệp với những nghệ sĩ theo chủ nghĩa Tượng trưng, tất cả những người này đều là những người ủng hộ Wagner rất mạnh mẽ. Khi Debussy đến buổi dạ hội âm nhạc Ngày Thứ Ba tại nhà riêng của nhà thơ Stéphane Mallarmé, ông đã cảm hứng từ một bài thơ của nhà thơ này để viết nên một tuyệt tác đầu tiên, Prélude à l’après-midi d’une faune (Khúc dạo đầu Giấc nghỉ trưa của thần Điền dã, 1894). Bài thơ của Mallarmé là hình ảnh về những người phụ nữ trong một buổi trưa mùa hè nóng như thiêu như đốt, và âm nhạc của Debussy là một sự diễn dịch tài tình bầu không khí đầy ảo giác và mang tính gợi tả của bài thơ. Đối với khán giả, nó đã thành công ngay trong lần trình diễn đầu tiên, nhưng đối với các nhà phê bình, nó lại bị gây khó dễ. Tuy nhiên, Mallarmé lại rất thích thú, ông viết cho Debussy: "Ngài đã dịch ngôn từ của tôi thành những hòa âm hoàn hảo, ngoại trừ một điều là tác phẩm của ngài còn đi xa hơn thế, nó đã xuyên sâu vào tận cùng của sự luyến tiếc quá khứ, nó chứa đựng sự cảm nhận phong phú và sâu sắc về những thứ ánh sáng mơ hồ". Prélude à l’après-midi d’une faune là tác phẩm điển hình cho phong cách âm nhạc gợi tả tinh tế của Debussy: một sự cảm nhận nửa vời và hoàn toàn lơ đãng, với một nhóm nhỏ các chủ đề mà dường như không bao giờ được phát triển một cách trọn vẹn.
Tiếp tục với những sáng tác như Trois chansons de Bilitis (1897) (Ba bài hát của Bilitis) cho giọng hát và piano, và ba Nocturne (1897 - 1898) cho hợp xướng nữ và dàn nhạc, Debussy đã tập trung vào âm nhạc cho piano để viết nên Tổ khúc Bergamasque (1895 - 1899) nổi tiếng. Vở opera duy nhất của ông, Pelléas et Mélisande, dựa trên vở kịch của Maurice Maeterlinck mà ông đã xem ở Paris năm 1893, cũng bắt đầu được viết trong thời kỳ này. Mười năm sau, nó được trình diễn lần đầu tiên tại Opéra Comique ở Paris vào ngày 30/4/1902, nó đã tạo ra một sự phản ứng hỗn hợp giữa sự phản cảm gay gắt và sự phấn khích cuồng nhiệt, chính nó đã làm kết thúc mối quan hệ bạn bè của Debussy với Maeterlinck, người đã công khai chỉ trích việc Debussy đã từ chối, không cho một ca sĩ vốn là bạn của Maeterlinck, được hát trong vở opera. Hình như là Maeterlinck đã không nghe vở opera mãi cho đến tận 1920, khi Debussy đã qua đời. Ngay sau buổi biểu diễn, ông đã viết cho Mary Garden: "Tôi đã tự thề với mình là tôi sẽ không bao giờ đi xem Pelléas et Mélisande, nhưng hôm qua tôi đã tự phá lời thề, và tôi thấy vui. Nhờ có bạn, lần đầu tiên tôi đã hiểu được tác phẩm của chính mình". Trong Pelléas et Mélisande, Debussy đã tạo ra một sự diễn đạt hư ảo mới, trong đó giai điệu được dựa trên các nhạc tố của hợp âm ba nốt. Theo một nhà phê bình (Lockspeiser) "thành tựu lớn nhất trong những năm tháng trưởng thành của Debussy là sự chuyển đổi của opera vào thi ca".
Ngay sau Pelléas là một tiểu phẩm cho piano, Les estampes (Những bức tranh khắc) và vào năm 1903, Debussy bắt đầu viết tuyệt tác lớn nhất của ông, La mer (Biển), gồm ba phác họa giao hưởng cho dàn nhạc. Debussy đã viết cho nhà soạn nhạc André Messager vào năm 1903: "Có lẽ ngài không biết rằng, tôi luôn luôn hướng đến cuộc sống thú vị của một thủy thủ, và rằng, chỉ vì những thăng trầm của cuộc đời đã ngăn cản tôi theo đuổi cái thiên hướng nghề nghiệp thực sự của mình". Chủ đề về nước, một trong những biểu tượng yêu thích của Debussy, được tìm thấy trong rất nhiều tác phẩm của ông, bao gồm cả Pelléas, trong tác phẩm này, nó trở thành một Chủ đềâm nhạc và hội thoại trọng yếu. Toàn bộ vở opera được choán đầy bởi tập hợp những hình ảnh: suối nước, biển bão, giếng nước, vẻ tráng lệ của những mặt nước đáng đóng băng, và những vật thể mờ đục khác. Debussy đã bị ám ảnh bởi cái bản chất biến đổi của nước, bởi những vòng xoáy, cuộn lại hay tan ra, trong suốt hay mờ đục – nhìn vào những chiều sâu của nó, với sự hiện hữu đầy sức mạnh và thậm chí là đau đớn của những cảm nhận và tư duy vô thức.
Sau La mer, Debussy bắt đầu làm việc với tuyển tập thứ hai về Các hình ảnh cho piano, xuất bản Tổ khúc Bergamasque vàIberia năm 1905, và hoàn thành một tổ khúc nhỏ cho piano, Góc trẻ thơ, tặng cho Chouchou, con gái của ông, có trong cuộc hôn nhân lần thứ hai với Emma Moyse Bardac, một phụ nữ có địa vị xã hội cao. Trong năm sau, Debussy nhận ra rằng ông bị ung thư nặng và bắt đầu phải dùng morphine để vượt qua những cơn đau dễ dàng hơn, nhưng ông vẫn tiếp tục làm việc và sáng tác, ngay cả khi yếu đến mức không thể rời khỏi giường. Những khúc dạo đầu cho piano tập 1 được hoàn thành năm 1910, và trong thời gian đó, Debussy đã có thể gặp được những nhà soạn nhạc châu Âu quan trọng nhất trong thời đại của ông. Ông đã gặp Richard Strauss, nhà soạn nhạc đương đại hàng đầu của Đức, ở Paris năm 1906 và ngay sau đó viết một bài báo về ông (sau này được xuất bản ở Monsieur Croche antidilettante, một tuyển tập về phê bình âm nhạc của Debussy) và năm 1910, ông gặp Gustav Mahler, âm nhạc của Mahler bấy giờ bị chế nhạo ở Paris (nó bị coi là quá theo phong cách Schubert và Slave).
Có rất nhiều mâu thuẫn xung quanh sự khác nhau của âm nhạc Đức và âm nhạc Pháp trong suốt thời kỳ này, và sự tranh luận về khuynh hướng dân tộc và bản chất âm nhạc thuần túy đã dự báo trước cho một cuộc xung đột bao trùm khắp châu Âu sau đó một thời gian ngắn. Có những năm mà châu Âu hình thành Đồng minh Ba nước giữa Đức, Áo-Hung, Italy, và Hiệp ước Ba bên giữa Pháp, Nga, Anh, tất cả các phe này đều đang lao vào chuẩn bị cho chiến tranh. Trong bầu không khí ngột ngạt và căng thăng của các mối quan hệ quốc tế, cả Debussy và Fauré đều từ chối không tham gia vào Festival Pháp ở Munich.
Debussy gặp Igor Stravinsky năm 1910. Họ nói chung là mang những quan điểm âm nhạc khác xa nhau, và mối quan hệ bạn bè của họ cũng không phải thực sự là êm đẹp, tuy nhiên, trên thực tế thì họ đã hết sức ngưỡng mộ các tác phẩm của nhau.
Vào tháng 2 năm 1911, Debussy bắt đầu viết nhạc sân khấu cho Le martyre de Saint Sebastien (Sự hy sinh của St Sebastien), vở kịch tôn giáo năm màn của Gabriele d’Annunzio, được biểu diễn ngày 25/5/1911 tại nhà hát Châtelet ở Paris với biên đạo múa do Fokine và trang phục do Bakst. Mặc dù có phần âm nhạc gợi tả thú vị của Debussy, nhưng tác phẩm đã không thành công. Giữa những năm 1910 và 1915, Debussy hoàn thành các Prelude và Etude của ông, chúng đã được coi là những tuyệt tác của âm nhạc piano thế kỷ 20, tiếp đó, năm 1912, là vở ballet Jeux (Những trò chơi), được sáng tác cho đoàn Ballet Russe của Diaghilev, theo ý tưởng của Nijinsky, một diễn viên kiêm biên đạo múa. Một vở ballet khác cho thiếu nhi, La boite à joujou (Hộp đồ chơi), ra đời năm 1913. Tác phẩm cuối cùng của ông, Sonata cho violin, viết năm 1917. Debussy mất ở Paris ngày 25 tháng 3 năm 1918 vì bị bệnh ung thư.
Mặc dù Debussy sáng tác thất thường và không liên tục, nhưng ông đã cực kỳ thành công trong việc phác họa lại những hình ảnh phù du, thoáng hiện lên trong nhận thức của con người về âm nhạc. Debussy đã không lập nên bất cứ trường phái nào và cũng không đưa ra bất cứ một quy tắc định dạng lý thuyết nào đối với sự diễn đạt của ông dựa trên sự thực chứng với các âm sắc, hòa âm và sự thể hiện âm nhạc trong nhận thức của chúng ta về tự nhiên.

## Media
| Debussy: Préludes, Book 2: I. Brouillards |
|                                           |
| Performed by Giorgi Latso                 |

| Debussy: Préludes, Book 2: II. Feuilles Mortes |
|                                                |
| Performed by Giorgi Latso                      |

| Debussy: Préludes, Book 2: III. La Puerta Del Vino |
|                                                    |
| Performed by Giorgi Latso                          |

| Debussy: Préludes, Book 2: IV. 'Les Fées Sont D'Exquises Danseuses' |
|                                                                     |
| Performed by Giorgi Latso                                           |

| Debussy: Préludes, Book 2: V. Bruyères |
|                                        |
| Performed by Giorgi Latso              |

| Debussy: Préludes, Book 2: VI. 'General Lavine'—Excentric |
|                                                           |
| Performed by Giorgi Latso                                 |

| Debussy: Préludes, Book 2: VII. La Terrasse Des Audiences Du Clair De Lune |
|                                                                            |
| Performed by Giorgi Latso                                                  |

| Debussy: Préludes, Book 2: VIII. Ondine |
|                                         |
| Performed by Giorgi Latso               |

| Debussy: Préludes, Book 2: IX. Hommage À S. Pickwick, Esq., P.P.M.P.C. |
|                                                                        |
| Performed by Giorgi Latso                                              |

| Debussy: Préludes, Book 2: X. Canope |
|                                      |
| Performed by Giorgi Latso            |

| Debussy: Préludes, Book 2: XI. Les Tierces Alternées |
|                                                      |
| Performed by Giorgi Latso                            |

| Debussy: Préludes, Book 2: XII. Feux D'Artifice |
|                                                 |
| Performed by Giorgi Latso                       |

| [[:File:\|Clair de lune from Suite Bergamasque]]  |
| [[File:\|220px\|Thông tin]]                       |
| Performed by Robin Alciatore. Courtesy of Musopen |

| Mazurka     |
|             |
| ("Mazurka") |

| Beau Soir |  |
|           |  |
|           |  |

| La Plus que Lente                                                    |
|                                                                      |
| Arranged by J. Kowalewski, performed by the Advent Chamber Orchestra |

| Le Petit Negre                                                      |
|                                                                     |
| Arranged by Anne DeBlois, performed by the Advent Chamber Orchestra |

| Syrinx                            |
|                                   |
| Performed by Sarah Bassingthwaite |

| Debussy: La plus que lente |
|                            |
| Performed March 2009       |

| Danse Sacrée |
| |
| Performed by the United States Marine Corps Chamber Orchestra. Chamber orchestra arrangement of the Chamber music piece scored for string quintet. |

| Danse Profane |
| |
| Performed by the United States Marine Corps Chamber Orchestra. Chamber orchestra arrangement of the Chamber music piece scored for string quintet. |